# ATP Challenger Parma-2
Das ATP Challenger Parma-2 (offizieller Name: Internazionali di Tennis Città di Parma) war ein 2020 einmalig stattfindendes Tennisturnier in Parma, Italien. Es war Teil der ATP Challenger Tour und wurde in der Halle auf Hartplatz ausgetragen.

## Liste der Sieger

### Einzel
| Jahr | Sieger              | Finalgegner | Ergebnis |
| ---- | ------------------- | ----------- | -------- |
| 2020 | Cedrik-Marcel Stebe | Liam Broady | 6:4, 6:4 |

### Doppel
| Jahr | Sieger                           | Finalgegner                 | Ergebnis |
| ---- | -------------------------------- | --------------------------- | -------- |
| 2020 | Grégoire Barrère Albano Olivetti | Sadio Doumbia Fabien Reboul | 6:2, 6:4 |